# Гадание на картах таро
Гадание на картах Таро — один из вариантов гадания, оккультная методика, якобы позволяющая с помощью Таро раскрыть будущие события, основываясь на сформулированных вопросах.

## История
Невозможно утверждать абсолютно точно, с какого момента карты Таро стали использоваться не только в игре, но и при гадании. Однако первые документальные намёки на возможность соотнесения карт и человеческих судеб относятся к XVI веку. Некоторые поэты того времени, описывая знаменитостей в хвалебных стихах, сравнивали людей с козырями Таро. Такие стихи именовались «tarocchi appropriati», и в одном случае (1527 году) они относятся к судьбе человека. Интересно, что в 1540 году в Италии выходит книга «Гадание» (итал. «Le Sorti»), в которой автор, некто Франческо Марколино да Форли, указывает простой способ предсказания с помощью карт масти монет обычной игральной колоды. Это наиболее ранний из известных нам трактатов о гадании. Хотя колода Таро и содержит аналогичные карты, пока невозможно однозначно утверждать, что Таро являлось в те времена развитым гадательным инструментом. Как видно, намёки на это хотя и есть, но остаются туманными. Говорить о Таро как об оформившейся системе предсказаний, возможно лишь начиная с конца XVII века, поскольку есть записи в Болонье, датированные 1700 годом, в которых недвусмысленно описываются гадательные значения карт Таро.

## Общий подход к гаданию
Техника гадания основана на представлении, что случайно, наугад выбранная карта или несколько карт Таро каким-то образом содержат символический ответ на вопрос, который гадатель задал, устно или мысленно, перед тем, как выбрать эти карты из колоды.
Многие тарологи сходятся во мнении, что практика гадания заведомо не может дать ответ на конкретные вопросы или предоставить гадателю точную информацию (номер счёта или телефона, сумму денег, количество предметов и так далее), равно как и ответить на вопрос, предполагающий однозначный ответ «да» или «нет».
Тем не менее, гаданию на Таро приписывается возможность предугадывать ход событий, объяснять скрытые причины событий и мотивы действий людей, предсказывать в общем виде результаты приложения усилий в том или ином направлении. Также тарологи предостерегают от попыток повторного гадания на одну и ту же тему в пределах относительно небольшого промежутка времени, считая такие повторные гадания недостоверными.

## Процедура гадания
В простейших случаях гадание сводится к формулированию вопроса, вытягиванию из колоды одной случайной карты и интерпретации её применительно к заданному вопросу. Однако такое гадание часто оказывается неудобным, так как интерпретация одной карты с большой вероятностью окажется либо неоднозначной, либо не имеющей видимой связи с вопросом. Для получения более детализированных и развёрнутых ответов используются группы случайно выбранных карт, выкладываемые на стол в определённом порядке — так называемые «расклады». Каждый расклад имеет определённую целевую группу вопросов, на которые он призван отвечать («общее состояние дел», «партнёрские отношения», «любовь», «работа», «взаимоотношения с окружающими», «самопознание» и так далее), и карте, выпавшей в определённой позиции расклада, приписывается уже не общее, а значительно более узкое толкование.
Сама процедура гадания может варьироваться, в самом общем виде она выглядит следующим образом:
1. Гадатель должен сформулировать вопрос, на который предполагается получить ответ.
2. Колода должна быть тщательно перемешана в «закрытом» виде (то есть так, чтобы карты были обращены рубашкой вверх). Если гадатель учитывает прямое и перевёрнутое положение карт (см. ниже), перемешивание должно производиться на достаточно большой гладкой поверхности (столе) круговыми движениями, так, чтобы карты имели возможность повернуться.
3. Из перемешанной колоды тем или иным способом отбирается нужное для гадания количество карт, которые выкладываются на столе рубашкой вверх в определённом порядке (так называемый «расклад»).
4. Затем в порядке, определяемом раскладом, карты «открываются» — переворачиваются лицевой стороной вверх, или все сразу, или поочерёдно, по мере продвижения толкования.
5. Каждая открытая карта расклада интерпретируется в соответствии со своим собственным значением и положением в раскладе.
6. Отдельные толкования карт объединяются гадателем в связное короткое повествование, описывающее проблему, причины её возникновения и/или перспективы развития ситуации.
7. Расчёт квинтэссенции расклада.

Квинтэссенция — это своего рода «резюме по раскладу в целом» она интерпретируется как наиболее общий ответ на поставленный вопрос и может использоваться как уточнение для интерпретации отдельных карт расклада. Для расчёта квинтэссенции сначала вычисляется сумма числовых значений всех выпавших в раскладе карт (старшие арканы считаются по порядковому номеру, туз и цифровые младшие арканы — по номиналу, фигурные младшие арканы не учитываются). Если сумма — однозначное число, это и есть квинтэссенция, в противном случае в полученном результате складываются между собой все цифры, и это продолжается до тех пор, пока не получится однозначное число (например, если исходная сумма равна 365, то из неё получается 3 + 6 + 5 = 14, а из неё 1 + 4 = 5, то есть квинтэссенция расклада — 5). Если предыдущая (до получения однозначного числа) сумма находится в пределах от 10 до 22, то эта сумма трактуется как дополнительное значение квинтэссенции (в предыдущем примере это 14). Толкование квинтэссенции определяется толкованием того старшего аркана (арканов), с которым она совпадает по номеру (в нашем примере это Иерофант (Первосвященник) и Умеренность). Числу 22 ставится в соответствие Шут (Дурак).

## Базовая интерпретация карт
В целом до XIX века, насколько можно судить по имеющейся литературе на эту тему, процедура гадания и интерпретации его результатов была достаточно формальной: гадателю предлагалось в точности следовать описанному в руководстве порядку и интерпретировать карты в точном соответствии с предложенной схемой. Но с конца XIX — начала XX века всё большее число тарологов склонялись к иному подходу, ставшему в настоящее время практически общепринятым: интуитивному толкованию результатов гадания. Согласно ему исходное, базовое значение карты, выпавшей в определённой позиции, является лишь отправной точкой для интерпретации, а действительный смысл выпавшей карты гадатель должен определять сам, сообразуясь со своей интуицией, окружением, в котором выпала карта, а также особенностями конкретной ситуации и вопроса.

### Трактовка карт для различных положений и вопросов
Тем не менее, и в настоящее время издаётся масса литературы по гаданию на Таро, где приводятся конкретные интерпретации для каждой карты или даже для каждого сочетания «карта — место в раскладе» для определённых раскладов. Обычно в трактовке карты выделяются следующие основные аспекты:
- Основная трактовка — общая базовая интерпретация, на которой строятся прочие толкования. Обычно она наименее конкретна.
- Профессиональная деятельность и карьера.
- Сознание, чувства — трактовка для вопросов и положений, связанных с мыслями, чувствами, подсознательными страхами и надеждами, осознанием чего-либо.
- Дружеские и любовные отношения, сексуальная сфера.
- Совет — для положений, связанных с ответом на вопросы: «Что следует делать?», «В каком направлении двигаться дальше?», «На что обратить особое внимание?».
- Предостережение — для положений, отвечающих на вопросы: «Чего не следует делать?» или «Чего нужно опасаться?».

### Прямые и перевёрнутые положения
В отличие от стандартных игральных карт, обычно симметричных относительно горизонтальной серединной линии, рисунки большинства карт Таро имеют вполне определённые «верх» и «низ». В связи с этим существует два подхода к интерпретации карт: с учётом и без учёта перевёрнутого положения карты. Среди тарологов нет единого мнения о том, какой подход правильнее, многие считают, что может применяться любой вариант, при условии, что гадатель заранее, до перемешивания карт, примет решение, какой из вариантов он выберет, и в дальнейшем строго следует своему выбору. Технически разница состоит в двух моментах:
- Учитывая перевёрнутое положение карт, гадатель должен при их перемешивании использовать способы, которые обеспечат случайное поворачивание части карт на 180°. Например, это может быть выкладывание колоды на достаточно большой стол и перемешивание карт круговыми движениями. Если положение карты не учитывается, то колода обычно просто тасуется.
- При учёте перевёрнутого положения карт во время гадания «открытие» выложенных на столе карт производится обязательно поворотом вокруг вертикальной оси (то есть карта переворачивается на лицевую сторону движением «сбоку в сторону», а не «сверху вниз» или «снизу вверх»), чтобы положение карт при открытии не изменялось.

Если перевёрнутое положение карт учитывается, то карта в положении «вверх ногами» получает ту же базовую интерпретацию, что и в прямом положении, но с изменением «полярности» (благоприятный вариант предсказания меняется на неблагоприятный и наоборот) или своеобразным «смысловым сдвигом» интерпретации (например, карта в прямом положении может трактоваться как предвестник проявления каких-то высших сил, а она же в перевёрнутом положении может предсказывать просто встречу с женщиной).

### Старшие арканы
Каждый из старших арканов имеет своё индивидуальное описание и характеристики, задающие значения карты. Толкования эти могут значительно варьироваться в зависимости от конкретной традиции и используемой колоды Таро, хотя в целом они находятся в более или менее определённых рамках. Некоторые создатели колод выпускали целые книги с подробными описаниями того, как следует трактовать каждую карту в зависимости от расклада, положения и окружения.
Многие руководства по гаданию на Таро рекомендуют новичкам начинать осваивать данную практику с гадания на одних только старших арканах, и лишь после приобретения необходимых навыков переходить к использованию всей колоды. По всей видимости, это в значительной степени связано с тем, что символика старших арканов гораздо очевиднее и легче в интерпретации, кроме того, такой подход позволяет приступить к практическим предсказаниям ещё до момента, когда гадатель изучит всю колоду и выучит хотя бы основные интерпретации всех 78 карт.

### «Белые» карты
Некоторые колоды Таро содержат, помимо основных 78 карт, ещё одну или две дополнительные, так называемые, «белые» или «пустые» карты. Наличие этих карт связано с медитативными практиками, опирающимися на Таро, но могут они использоваться и в гадании. Некоторые источники рекомендуют просто изъять эти карты из колоды при гадании, другие, напротив, советуют обязательно применять их (в том числе — добавлять к 22 старшим арканам, если гадание производится только по ним).
Если в соответствующей позиции расклада выпадает «белая» карта, это интерпретируется как принципиальная невозможность сказать что-либо про данный аспект рассматриваемого процесса, абсолютная неизвестность.

### Младшие арканы
Интерпретация карт младших арканов несколько более формальна. В целом она базируется на соответствиях мастей и значений карт позициям в определённых символических системах.

#### Масти
Масти традиционно поставлены в соответствие с четырьмя элементами (стихиями) и считаются «курирующими» каждая свои области бытия:
| Масть                             | Масть игральных карт | Стихия | Время года | Сторона света | Средневековое сословие | Связанные понятия |
| --------------------------------- | -------------------- | ------ | ---------- | ------------- | ---------------------- | --- |
| Жезлы (Посохи, Скипетры)          | Крести, Трефы        | Огонь  | Лето       | Юг            | Крестьянство           | Воля, целеустремлённость, планирование, порядок, упорядоченность, управление, контроль, энергия, активность, порыв, физическая сила, сексуальность, мужество, упорство, агрессивность. |
| Кубки (Чаши)                      | Черви                | Вода   | Осень      | Запад         | Духовенство            | Мир, покой, эмоции, чувственность, мягкость, пассивность, изменчивость, праздник, алкоголь.                                                                                            |
| Мечи                              | Пики, Вини           | Воздух | Весна      | Восток        | Рыцарство              | Мысли, духовная энергия, интеллект, аналитические способности, интуиция, творчество, наука, информация, связь, несдержанность, активность, чистота, беспорядочность.                   |
| Пентакли (Денарии, Монеты, Диски) | Бубны                | Земля  | Зима       | Север         | Купечество             | Деньги, экономика, плодородие, хозяйство, труд, тело, здоровье, дом, основательность, консервативность, реальность, практичность.                                                      |

Из них Жезлы и Мечи (Огонь и Воздух) считаются «мужскими», а Чаши и Диски (Вода и Земля) — «женскими».

#### Фигурные карты
Фигурные карты младших арканов могут, в зависимости от положения, также ставиться в соответствие стихиям:
- Король (Рыцарь) — Огонь.
- Королева — Вода.
- Рыцарь (Принц) — Воздух.
- Паж (Принцесса) — Земля.

Часто фигурные младшие арканы Король и Королева интерпретируются просто как мужчины и женщины, либо как выражение типично мужского (ян) или типично женского (инь) отношения к ситуации и поведения. В первом случае имеется в виду активное отношение к ситуации, стремление управлять и держать под контролем, во втором — пассивное ожидание, восприятие происходящего и готовность ответить на подходящее внешнее воздействие.
Два других фигурных аркана — Рыцарь и Паж, — обычно не персонифицируются, Рыцарь трактуется как активное, ясно выраженное состояние, определяемое мастью, или предвестник наступления такого состояния (Рыцарь Жезлов — накал страстей, откровенное выражение сильных эмоций, нетерпение, желание получить всё и сразу, Рыцарь Чаш — активизация отношений, глубокие чувства, любовь, радость общения и так далее), а Паж — как предвестник послания (письма) или иной «подарок судьбы», шанс, предоставленный обстоятельствами.

#### Цифровые карты
Цифровые карты, в число которых входят и тузы (с номиналом 1) интерпретируются в соответствии со своим числовым значением. В комбинации с элементом (стихией), заданным мастью, число указывает на базовое значение карты. Примеры возможных интерпретаций числовых значений карт (отнюдь не исчерпывающие все возможные варианты) приведены в таблице:
| Число | Значение                                                                                          | Некоторые возможные интерпретации                                    |
| ----- | ------------------------------------------------------------------------------------------------- | -------------------------------------------------------------------- |
| 1     | Активность, инициатива, творческий импульс, сила, ян                                              | Шанс, реальная возможность                                           |
| 2     | Двойственность, противоположность, другой человек, реакция, разнообразие                          | Соединение, гармония, конкуренция, компромисс                        |
| 3     | Стабильность, плодородие, синтез, Божественное                                                    | Активное развитие на стабильной основе                               |
| 4     | Порядок, структура, реальность, безопасность, земное                                              | Стабильность, устойчивость, защищённость, негибкость                 |
| 5     | Квинтэссенция, микрокосм, смысл, число человека, число греха, стремление к высшему                | Кризис как закономерный этап развития, вызов                         |
| 6     | Взаимопроникновение, прочный союз противоположностей, любовь, равновесие, гармония, сексуальность | Успех, помощь, соединение                                            |
| 7     | Завершённость (3+4)                                                                               | Окончание, переломный момент, критическая точка, риск, истощение сил |
| 8     | Начало нового (7+1)                                                                               | Перемены, трансформация, обновление                                  |
| 9     | Обращение внутрь, концентрация                                                                    | Концентрация перед вступлением в нечто новое                         |
| 10    | Божественный порядок, завершённость (1+2+3+4)                                                     | Полнота, сумма всего, изобилие, целое                                |

При этом символы, присутствующие на цифровых картах, если они имеются в используемой колоде, могут давать дополнительный материал для трактовки, расширять и углублять её. Так, например, карта «9 Жезлов» по номиналу и масти может трактоваться как «объединение силы, мужества и упорства» — достаточно общее толкование. Однако при использовании, например, колоды Райдера, на которой цифровые карты снабжены сюжетными рисунками, это толкование может быть значительно конкретизировано. На рисунке данного аркана в колоде Райдера изображён мужчина с перевязанной головой, с посохом в руках, стоящий на фоне забора (ограды) из жезлов в позе, которую можно интерпретировать как «охранник», «часовой». Соответственно, карта может уточнённо трактоваться как «готовность к обороне», «настороженность», а с учётом того, что на рисунке нет конкретного агрессора — и как «беспочвенное, напрасное волнение»; изображение повязки позволяет дополнительно ввести трактовку «напоминание о старой ране»; тот факт, что ограда изображена сзади персонажа, может трактоваться как «отгороженность от прошлых проблем». Гадателю остаётся выбрать то, что представляется ему в данном случае актуальным.

## Расклады
Во время гадания карты Таро располагаются в виде определённых фигур, называемых раскладами.
Наиболее примитивный, можно сказать, предельный вариант расклада — это вытягивание одной карты. В этом случае гадатель рискует получить крайне многозначный и неопределённый ответ. Большей определённости можно добиться, вытягивая из колоды две карты. В этом случае первая вытянутая карта трактуется как позитивный ответ на вопрос (то есть описание ситуации, предсказание либо совет, как следует действовать), а вторая — как предостережение, указание на скрытые мотивы или упущенные из виду обстоятельства. Соответственно, в трактовке первой карты основное внимание обращается на аспекты, соответствующие теме вопроса, а второй — конкретно на аспект «предупреждения». Наконец, существует простейший расклад из трёх карт: три последовательно вытянутые карты символизируют в нём, соответственно, прошлое, настоящее и будущее; вторая карта используется как описание текущего положения вещей, в интерпретации первой карты упор делается на то, что можно трактовать как причины, приведшие к нынешнему состоянию, а третья, в зависимости от вопроса, либо описывает закономерное продолжение событий, либо указывает, как следует поступать вопрошающему для получения нужного ему результата.
Некоторые более сложные популярные расклады приведены в таблице (числа на изображениях карт показывают порядок выкладывания карт при гадании, рекомендуемый порядок открытия карт может отличаться):
| Название        | Назначение, сфера применения | Толкование карт | Схема расклада |  |
| --------------- | --- | --- | -------------- |  |
| Кельтский крест | Один из базовых сложных раскладов, может использоваться для гадания по широкому кругу вопросов. Одновременно представляет описание проблемы, отношение к ней самого спрашивающего и окружающих, посторонние влияния, хронологию («что было раньше, что случится потом, чем всё кончится»), предостережения и итоговый прогноз. | 1) база, основа возникшей проблемы; 2) сила, проводящая активные изменения; 3) мысли, планы, надежды; 4) чувства, подспудные опасения; 5) мотивации действий и предшествующие события; 6) ближайшее будущее; 7) стиль поведения спрашивающего, его самоощущение, его отношение к гаданию; 8) влияние окружения; 9) неожиданные влияния, возможные проблемы; 10) итог, будущее, отдалённая перспектива. |                |  |
| Слепое пятно    | Расклад предназначен для гадания о характеристиках личности, о качествах и свойствах, которые человек демонстрирует и скрывает. | Расклад расшифровывается как таблица 2x2, где столбцы именуются «Известно спрашивающему» и «Неизвестно спрашивающему», а строки — «Известно другим» и «Неизвестно другим». Соответственно, расшифровки карт: 1) Осознаваемая и демонстрируемая часть личности — то, что о знают о спрашивающем и он сам, и другие. 2) «Мистер Икс» — скрытое, подсознательное, то, что не демонстрируется и не осознаётся, но влияет на поведение. 3) «Тень» — стороны личности, которые спрашивающий осознаёт, но предпочитает не демонстрировать. 4) «Слепое пятно» — то, что в человеке видят остальные, но упускает он сам. |                |  |
| Алхимик         | Предназначен для гадания о судьбе, жизненном пути спрашивающего. | 1) прошлое; 2) настоящее; 3) будущее; 4) ближайшее будущее; 5) промежуточное будущее; 6) отдалённое будущее. |                |  |
| Подкова         | Применяется для трактовки текущего положения дел. | 1) влияния прошлого на настоящее; 2) текущая ситуация; 3) будущее развитие событий; 4) то, как нужно поступить; 5) влияние среды на ситуацию; 6) трудности, с которыми можно столкнуться; 7) конечный итог. |                |  |
| Партнёрство     | Предназначен для гадания о любовных, партнёрских, дружеских, деловых отношениях спрашивающего с третьим лицом. | Левая колонка символизирует спрашивающего, правая — партнёра. 1) сигнификатор — показывает, что управляет отношениями. 2) 7 — 2 — сознательный уровень — как сами партнёры оценивают отношения; 3) 6 — 3 — эмоциональный уровень — что чувствуют партнёры, чего они хотят от отношений и чего боятся; 4) 5 — 4 — внешняя сторона — как отношения выглядят для окружающих. |                |  |
| Компас          | Предназначен для гадания по вопросу «Что будет, если…» с несколькими альтернативами. | Карты выложены в форме n-лучевой звезды, где n — число рассматриваемых альтернатив. На иллюстрации показан полный вариант расклада, на 8 альтернатив. При выкладывании карт каждому лучу (четвёрка карт, от 1 до 4буква) ставится в соответствие один из предполагаемых вариантов действий. Карты выкладываются от 1, сначала все 2, по часовой стрелке, затем все 3, затем все 4. Карты на луче (1 — общее для всех начало) означают, в применении к соответствующей альтернативе: 1) Текущая ситуация. 2) Как будут развиваться события. 3) Как отреагируют окружающие. 4) Итог.                              |                |  |

## Отношение к гаданию

### В иудаизме
Иудаизм, выступая историческим предшественником христианства и ислама, во многом повлиял на представления о гаданиях в этих религиях. Отрицательное отношение иудаизма к гаданию выражено во Второзаконии (Втор. 18:9—15).

### В христианстве
Христианская церковь крайне негативно относится к гаданиям, относя их к проявлениям оккультизма и разновидности общения с «тёмными духами». В обоснование такой позиции приводится ещё ветхозаветная Библейская Заповедь: «Не должен находиться у тебя проводящий сына своего или дочь свою через огонь, прорицатель, гадатель, ворожея, чародей, обаятель, вызывающий духов, волшебник и вопрошающий мертвых; ибо мерзок пред Господом всякий, делающий это, и за сии-то мерзости Господь Бог твой изгоняет их от лица твоего; будь непорочен пред Господом Богом твоим; ибо народы сии, которых ты изгоняешь, слушают гадателей и прорицателей, а тебе не то дал Господь Бог твой» (Втор. 18:10—14). В книге «Левит» Господь говорит Моисею: «Не ешьте с кровью; не ворожите и не гадайте» (Лев. 19:26).
В книге «Бытие» упоминается о том, что проданный своими братьями в египетское рабство Иосиф гадал на серебряной чаше, однако следует заметить, что это гадание было до ниспослания заповедей Моисею. Посылая в погоню за неузнавшими его братьями, Иосиф желает обвинить братьев в краже тайно подложенной им серебряной чаши, на которой Иосиф гадал: «Еще не далеко отошли они от города, как Иосиф сказал начальнику дома своего: ступай, догоняй этих людей и, когда догонишь, скажи им: для чего вы заплатили злом за добро? [для чего украли у меня серебряную чашу?] Не та ли это, из которой пьет господин мой и он гадает на ней? Худо это вы сделали» (Быт. 44:4, 5).
В псалме 77, учение Асафа, упоминается о гадании, но при этом уточняется, что речь идёт о временах древних: «Открою уста мои в притче и произнесу гадания из древности. Что слышали мы и узнали, и отцы наши рассказали нам, не скроем от детей их, возвещая роду грядущему славу Господа, и силу Его, и чудеса Его, которые Он сотворил… Он пред глазами отцов их сотворил чудеса в земле Египетской, на поле Цоан: разделил море, и провел их чрез него, и поставил воды стеною…» (Пс. 77:2—4, 12, 13).
В «Четвёртой Книге Царств» рассказывается о том, что жители Израильского и Иудейского царств перестали соблюдать заповеди Господни, поклонялись идолам, проводили своих детей через огонь, гадали и занимались волшебством. За это Господь прогневался на израильтян, отвратился от всех потомков Израиля, отдавал их в руки грабителям, и в итоге Господь дал ассирийскому царю переселить израильтян в Ассирию (4Цар. 17:14—23). Таким образом, согласно Библии Вавилонский плен являлся наказанием Господом Богом еврейского народа в том числе за занятия гаданиями.
В «Книге Премудрости Иисуса сына Сирахова» предупреждается о том, что гадания, а также приметы и сновидения, могут быть посланы не от Всевышнего, и тогда они являются «суетой», то есть тщетными, пустыми: «Гадания и приметы и сновидения — суета, и сердце наполняется мечтами, как у рождающей. Если они не будут посланы от Всевышнего для вразумления, не прилагай к ним сердца твоего» (Сир. 34:5, 6).
В «Книге Пророка Михея», обращаясь к главам Иакова и князьям дома Израилева, говорится о том, что если Бог перестанет отвечать гадателям, то они замолчат: «И устыдятся прозорливцы, и посрамлены будут гадатели, и закроют уста свои все они, потому что не будет ответа от Бога» (Мих. 3:7), но в той же книге гадающие по облакам в Ассуре перечисляются наравне с идолопоклонниками как непослушные Богу (Мих. 5:5—15).
В Новом Завете также присутствует категорический запрет на занятия оккультизмом (Гал. 5:19—21, Откр. 21:7, 8).

### В исламе
Как и в любом древнем обществе, в Аравии времён пророка Мухаммада было много людей, занимавшихся прорицаниями, среди которых было немало шарлатанов. Мухаммад объявил их вероотступниками, которые не следуют науке и Священному Писанию: «Из тех, кто на небесах и на земле, только Аллах ведает сокровенное…» (Коран, 27:65). Когда люди пришли к Мухаммаду, чтобы проверить его знания о сокровенном, для чего скрывали что-то в своих руках, они спросили его: «Что у нас в руках?». Мухаммад заявил им: «Воистину я не прорицатель. Тому, кто прорицает, прорицанию и прорицателям уготован огонь (ада)» (передано Муслимом). Мухаммад сказал: «У того, кто идёт к предсказателю и верит его словам, тот отрицает то, что было ниспослано Махаммаду» (передано аль-Баззаром, со слов достоверных пересказчиков).